# Roserade
Roserade (japanski: ロズレイド Rozureido) jedan je od 1025 fiktivnih vrsta Pokémona iz medijske franšize Pokémon, skupa Pokémon videoigara, animiranih serija, manga stripova, knjiga, igraćih karata i drugih medija kojima je tvorac Satoshi Tajiri. Svrha je Roderadea u videoigrama, animiranoj seriji i manga stripovima, kao i svrha ostalih Pokémona, borba s divljim Pokémonima – neukroćenim stvorenjima koje igrači i likovi pronalaze dok kreću na razne avanture – i pripitomljenim Pokémonima drugih Pokémon trenera.
Njegovo ime kombinacija je engleskih riječi "rose" = ruža, odnoseći se na ružu na njegovoj glavi i buketima u rukama,  i "masquerade" = maska, jer list koji prekriva njegove oči nalikuje na masku.

## Biološke karakteristike
Roserade ima vitke ruke oblikovane poput motke koje imaju buket od tri ruže umjesto šaka. Na svojoj glavi nosi veliku bijelu ružu. Poput Roselie, njegovi su buketi crveni na desnoj ruci, i plavi na lijevoj ruci. I noge su mu slične Roselijinim, tanke su i vitke, jedino što Roserade ima žute vrhove stopala. Nosi zeleni list (masku) koji je povezan s bijelom ružom na njegovoj glavi, koja je zauzvrat povezana s glavom i cvjetnom čaškom koja se pruže iza glave i točno ispod ruže. Velike oči koje se mogu vidjeti iza maske crvene su boje (kao i oči Kirlie i Gardevoira) sa žutim očnim kapcima. Ima dugačak lisnati plašt zelene boje. Isto tako, ima žutu ogrlicu oko vrata za koju je plašt vjerojatno pričvršćen. Lista kojeg je imao ispred sebe kao Roselia više nema; moguće je da je kod Roselie to bila haljina, no sada se pretvorio u lisnati plašt. Neki bi mogli reći da Roseradeova pojava podsjeća na heroinu.

## U videoigrama
Njegove sposobnosti jednake su kao i Roselijine; Prirodno ozdravljenje (Natural Cure), sposobnost koja liječi status-efekte nakon što je Pokémon opozvan iz borbe, ili Otrovnog vrška (Poison Point), sposobnost koja ima šansu od 30% da otruje protivnika nakon što on upotrijebi bilo koji fizički napad na Roseradeu. 
Roserade ima visoke statistike, ističući se u Special Attack statusu, koji broji 125 bodova i jednak je onom od Exeggutora. Isto tako, njegov je Special Defense prilično visok.
Roserade može prirodnim putem naučiti Lisnatu oluju (Leaf Storm), novi Travnati napad. Lisnata je oluja napad koji oštro snižava korisnikov Special Attack status nakon što ga se upotrijebi, što ga čini ekvivalentom Vatrenom napadu Pregrijavanja (Overheat). Još jedan karakterističan napad koji Roserade može naučiti je Vremenska loptica (Weather Ball), napad koji je prije bio dostupan samo Castformu.
Roserade se iz Roselije razvija uz pomoć Sjajnog kamena.
Roserade je jedan od tri Pokémona koje koristi Gardenia, Vođa dvorane grada Eterne. Isto tako, koristi ju i Cynthia, Pokémon šampionka Sinnoh regije.

## U animiranoj seriji
Roserade se u Pokémon animiranoj seriji pojavljuje u epizodi "The Extraordinaire Roserade and the Flower Legend", tijekom konferencije u gradu Sonoo.